# Lev Okun
Lev Borissovitsch Okun, em russo:  Лев Борисович Окунь; Soukhinitchi, Oblast de Kaluga, 7 de junho de 1929 – 23 de novembro de 2015) foi um físico teórico russo.

## Obras
- Weak Interactions of Elementary Particles, Oxford, Pergamon Press 1965
- Leptons and Quarks, North Holland 1982
- The Relations of Particles, World Scientific 1991 (Vorträge von Okun)
- The Concept of Mass, Physics Today Juni 1989
- Physik der Elementarteilchen, Akademie Verlag 1991 (russisch 1981, populärwissenschaftlich)
- Okun „Impact of the Sakata Model“, 2006